# Claudio Hummes
Claudio Hummes, né le 8 août 1934 à Montenegro au Brésil et mort le 4 juillet 2022 à São Paulo (Brésil), est un cardinal brésilien de l'Église catholique romaine, franciscain et préfet émérite de la Congrégation pour le clergé à partir de 2010.

## Biographie

### Prêtre
Claudio Hummes revient au Brésil, enseigne la philosophie dans des séminaires, travaille en paroisse et remplit la fonction de conseiller œcuménique de la Conférence nationale des évêques du Brésil. Il poursuit ses travaux œcuméniques à l'Institut œcuménique de Bossey puis enseigne la philosophie à Viamão et à Porto Alegre.

### Évêque
En 1975, Claudio Hummes est nommé évêque de Santo André et évêque titulaire de Carcabia (de) par Paul VI après avoir été supérieur des franciscains. En 1996, il est transféré au diocèse de Fortaleza, et en 1998 il est nommé à la tête de l'archidiocèse de São Paulo, responsabilité qu'il occupe jusqu'à sa nomination à Rome en 2006. 
Il a été responsable de la pastorale ouvrière, des relations avec les syndicats et de la rencontre mondiale des familles.

### Cardinal

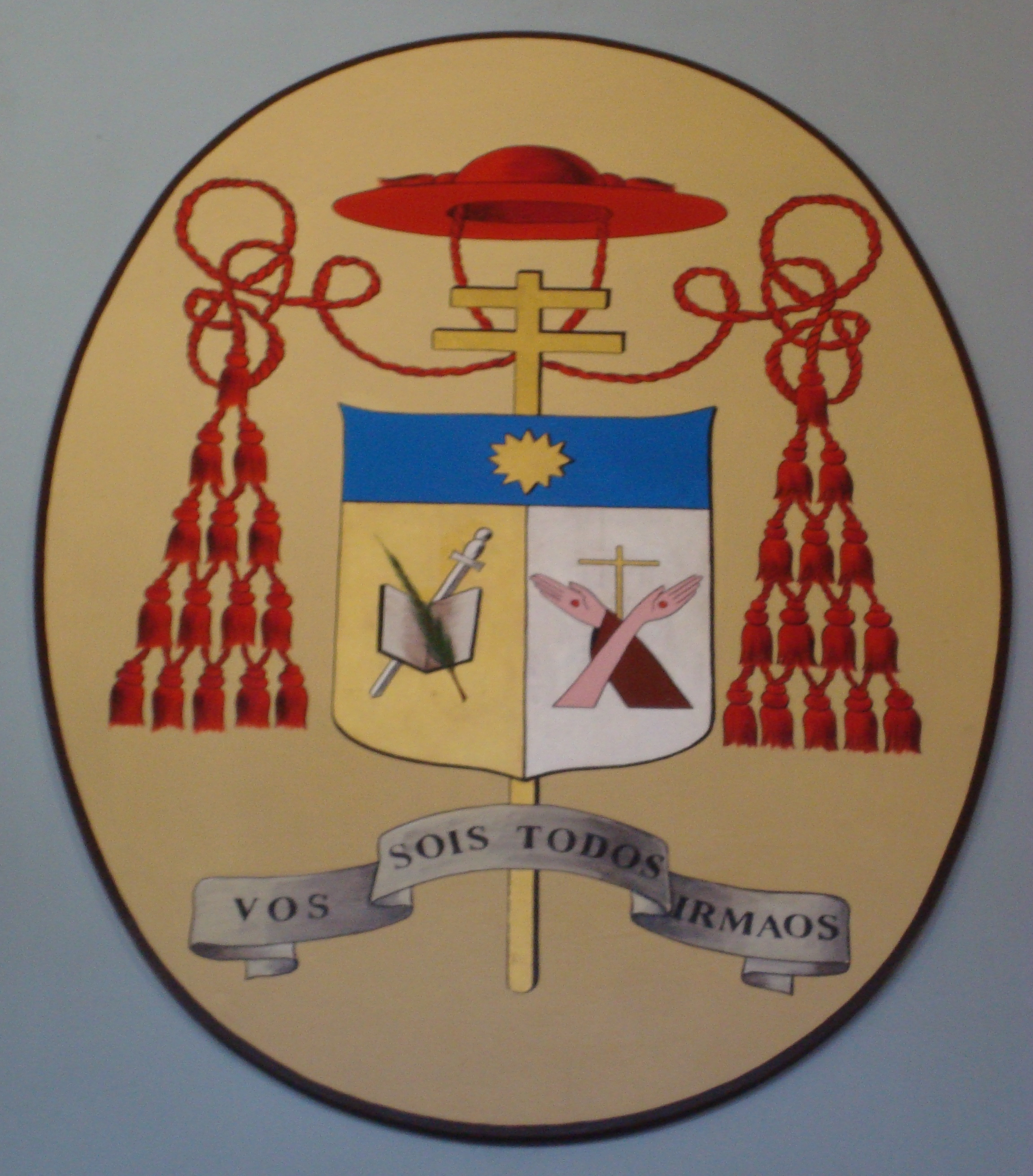
La devise Vos Sois Todos Irmaos (« Vous êtes tous frères ») du cardinal sur le fronton de l'église Sant'Antonio da Padova all'Esquilino.

Claudio Hummes est créé cardinal par Jean-Paul II lors du consistoire du 21 février 2001 avec le titre de cardinal-prêtre au titre de Sant'Antonio da Padova in Via Merulana rattaché à l'église Sant'Antonio da Padova all'Esquilino. Il participe aux conclaves de 2005 et de 2013 qui élisent respectivement les papes Benoît XVI et François.
Le 31 octobre 2006, il est appelé à la Curie romaine, comme préfet de la Congrégation pour le clergé.
Il est également membre de la Congrégation pour la doctrine de la foi, de la Congrégation pour le culte divin et la discipline des sacrements, de la Congrégation des évêques, de la Congrégation pour l'éducation catholique, du Conseil pontifical pour les laïcs, du Conseil pontifical pour la famille, du Conseil pontifical « Cor unum » pour la promotion humaine et chrétienne, du Conseil pontifical pour le dialogue inter-religieux, du Conseil pontifical pour la culture et de la Commission pontificale pour l'Amérique latine.
Il se retire de la charge de préfet de la Congrégation pour le clergé le 7 octobre 2010.
Il meurt le 4 juillet 2022 à São Paulo, à l'âge de 87 ans, d'un cancer du poumon. Après les funérailles solennelles célébrées deux jours plus tard par son successeur le cardinal Odilo Pedro Scherer, il est enterré dans la crypte de la cathédrale métropolitaine de São Paulo.

## Succession apostolique
Claudio Hummes a ordonné les évêques suivants :
- Archevêque Aldo Pagotto (pt), S.S.S. (1997)
- Évêque Fernando Mason (pt), O.F.M.Conv. (1999)
- Archevêque Mílton Antônio dos Santos (pt), S.D.B. (2000)
- Évêque Manuel Parrado Carral (pt) (2001)
- Évêque Pedro Luiz Stringhini (pt) (2001)
- Évêque José Benedito Simão (pt) (2002)
- Cardinal Odilo Pedro Scherer (2002)
- Évêque Benedito Beni dos Santos (pt) (2002)
- Évêque Caetano Ferrari (pt), O.F.M. (2002)
- Évêque Pedro Sbalchiero Neto (pt), M.S. (2003)
- Évêque José Soares Filho (pt), O.F.M. Cap. (2003)
- Évêque Tomé Ferreira da Silva (pt) (2005)
- Évêque Joaquim Justino Carreira (pt) (2005)
- Évêque João Mamede Filho (pt), O.F.M. Conv. (2006)
- Évêque João Alves dos Santos (pt), O.F.M. Cap. (2006)
- Évêque João Bosco Barbosa de Sousa (pt), O.F.M. (2007)
- Archevêque Fernando José Monteiro Guimarães (pt), C.SS.R. (2008)
- Évêque Irineu Gassen (pt), O.F.M. (2008)
- Évêque Jorge Alves Bezerra (pt), S.S.S. (2008)
- Évêque João Inácio Müller (pt), O.F.M. (2013)